# Lev Adolfovich Ozerov
Lev Adolfovich Ozerov (tiếng Nga: Лев Адо́льфович О́зеров, họ thật là Goldberg – Гольдберг) (10 tháng 8 năm 1914 – 18 tháng 3 năm 1996) là nhà thơ, dịch giả người Nga.

## Tiểu sử
Lev Ozerov sinh ở Kiev, trong một gia đình công chức. Tốt nghiệp Đại học Văn – Sử - Triết học Moskva năm 1939 và năm 1942 bảo vệ phó tiến sĩ. Những năm học ở đây, ông là một trong số những học sinh xuất sắc như Aleksandr Trifonovich Tvardovsky, Yuri Levitansky, David Samoylov, Konstantin Simonov... Từng viết nhiều luận văn xuất sắc về Aleksandr Sergeyevich Pushkin, Fyodor Ivanovich Tyutchev, Afanasy Fet, Boris Pasternak.
Bút danh Lev Ozerov lần đầu tiên xuất hiện trên các tạp chí Новый мир và Октябрь năm 1935, gắn liền với việc học tập ở trường Đại học Văn – Sử - Triết học, nghiên cứu về các "nhà thơ vùng hồ Anh - Lake Poets" (Ozero tiếng Nga nghĩa là hồ). Cuốn sách đầu tiên Приднепровье in năm 1940 và tiếp theo là các cuốn Ливень (1947), Признание в любви (1957), Светотень (1961).
Những năm Chiến tranh Vệ quốc, Ozerov làm phóng viên chiến trường của báo Победа за нами. Từ năm 1943 cho đến cuối đời ông dạy học ở trường Đại học Quốc gia Moskva và Trường viết văn M. Gorky. Ông là Giáo sư từ năm 1979 và Tiến sĩ khoa học. Ngoài sáng tác thơ ông còn là tác giả của nhiều cuốn sách nghiên cứu có giá trị về các nền thơ ca Ukraina, Litva cũng như về các nhà thơ lớn của Nga. Ông cũng là một dịch giả nổi tiếng với các bản dịch thơ của các nước cộng hòa (Liên Xô cũ), đặc biệt là các nhà thơ của Ukraina và Litva. Bài viết Thơ Anna Akhmatova (Стихотворения Анны Ахматовой) của ông đăng trên Báo Văn học ngày 23 tháng 6 năm 1959 được coi là sự lên tiếng đầu tiên về thơ ca của Anna Akhmatova sau nhiều năm im lặng. Ông cũng là người có công lớn trong việc tập hợp và in tác phẩm của các nhà thơ cùng thế hệ nhưng đã hy sinh ngoài chiến trường, bị chết trong cuộc Đại thanh trừng hoặc những người chết sớm vì những lý do khác nhau.
Lev Ozerov được tặng danh hiệu Nhà hoạt động văn hóa công huân của Litva năm 1980 và giải thưởng của tạp chí Orion năm 1994. Ông mất năm 1996 ở Moskva. Thơ của ông đã được dịch ra 29 thứ tiếng của thế giới, trong đó có tiếng Việt.

## Tác phẩm
Sách thơ:
- Приднепровье. — Киев, 1940.
- Ливень. — Москва, 1947.
- Признание в любви. — Москва, 1957.
- Светотень. — Москва, 1961.
- Дороги новый поворот. — Москва-Ленинград, 1965.
- Лирика. 1931—1965. — Москва, 1966.
- Неземное тяготение. — Москва, 1969.
- Осетинская тетрадь. — Орджоникидзе, 1972.
- Вечерняя почта. — Москва, 1974.
- Избранные стихотворения. — Москва, 1974.
- Далекая слышимость. — Москва, 1975.
- За кадром. — Москва, 1978.
- Думаю о тебе. — Москва, 1981.
- Золотая свирель. — Орджоникидзе, 1985.
- Земная ось. — Москва, 1986.
- Аварийный запас. — Москва, 1990.
- Бездна жизни. — Москва, 1996.
- Портреты без рам. — Москва, 1999.
- Dar ne vakaras. Lyrika. Versta iš rusų kalbos. Vilnius: Vaga, 1975.

Sách viết về thơ:
- Павло Тычина. — Киев, 1943.
- Работа поэта. — Москва, 1963.
- Труд, страсть, вдохновение. — Москва, 1966.
- В мастерской стиха. — Москва, 1968.
- А. А. Фет. — Москва, 1970.
- Мастерство и волшебство. — Москва, 1972 (2-е изд. 1976).
- Поэзия Тютчева. — Москва, 1975.
- Стих и стихи. — Москва, 1975.
- Биография стихотворения. — Москва, 1981.
- Необходимость прекрасного. — Москва, 1983.
- Двойной портрет (О советской школе поэтического перевода). — Москва, 1986.
- Начала и концы. — Москва, 1989.
- О Борисе Пастернаке. — Москва, 1990.
- Дверь в мастерскую. Борис Пастернак. Анна Ахматова. Николай Заболоцкий. — Париж — Москва — Нью-Йорк, 1996.
- Страна русской поэзии. Статьи разных лет. — Москва, 1996.

## Một số bài thơ
| Anh nghĩ về em Khi anh muốn nghĩ về em. Anh nghĩ về em. Khi không muốn nghĩ về em. Anh nghĩ về em. Khi muốn nghĩ về người khác. Anh nghĩ về em Khi không muốn nghĩ về một ai. Anh nghĩ về em. Cả cuộc đời tôi Cả cuộc đời tôi tập trung để sống. Cả cuộc đời trôi qua trong sự đợi chờ Và chỉ những gặp gỡ rất chi là ngắn Khi mà không thể nào quyết định Rằng thế nào là nên hoặc không nên Giữa khoảnh khắc nhận thức kiêu căng Và khoảnh khắc biệt ly cay đắng Tôi sống mà không sẵn sàng để sống. Thà làm người yêu dấu của nhà thơ Còn hơn làm vợ của nhà ngoại giao già Nhưng sẽ là rất tuyệt Làm người yêu dấu của nhà ngoại giao già Nếu nhà ngoại giao này là nhà thơ Fedor Tyutchev. Con người không chết Khi làm việc tôi khó tin vào cái chết Đơn giản là tôi không tin. Công việc làm cho tôi trở thành người không chết Hòa vào với hoàn vũ vĩnh hằng. Công việc làm cho tôi trở thành một hành tinh Hoặc con đường, hay thác nước. Người ta vẫn nói rằng ta sẽ chết Nhưng con người không chết. Gió không có màu Gió không có màu? Gió mong chứng tỏ Thế giới bên ngoài lẫn ở bên trong Gió màu xanh, nếu như gió trên cành Và màu đỏ rực, nếu như trong lửa. Hai đứa ngồi đối diện Hai đứa ngồi đối diện — Về hai phía của chiếc bàn Nỗi đau của anh như chiếc bóng Nằm trên trán của em. Dù có ẩn giấu vẫn cứ tiềm tàng — Luôn luôn hai đứa Và trên bờ vai của anh vẫn có Nỗi bất hạnh của em. Bản dịch của Nguyễn Viết Thắng | О тебе я хочу думать О тебе я хочу думать. Думаю о тебе. О тебе не хочу думать. Думаю о тебе. О других я хочу думать. Думаю о тебе. Ни о ком не хочу думать. Думаю о тебе. Всю жизнь я собираюсь жить Всю жизнь я собираюсь жить. Вся жизнь проходит в ожиданье, И лишь в короткие свиданья, Когда немыслимо решить, Что значит быть или не быть, Меж гордым мигом узнаванья И горьким мигом расставанья — Живу, а не готовлюсь жить. Лучше быть возлюбленной поэта Лучше быть возлюбленной поэта, Чем женою старого дипломата, Но еще лучше быть возлюбленной старого дипломата, Если этот дипломат — поэт Федор Тютчев. Когда работаю, я плохо верю в смерть Когда работаю, я плохо верю в смерть. Я попросту в нее не верю. Работа делает меня бессмертным, Включенным во Вселенную навеки. Работа делает меня планетой, Или дорогой, или водопадом. Что говорить, мы умираем — люди, Но человек не умирает. Ветер бесцветен? Хочет он в лицах Весь мир показать изнутри и извне. Ветер зеленый, если он в листьях, Ветер багряный, если в огне. По обе стороны стола По обе стороны стола — Сидим вдвоем, И тенью боль моя легла На лбу твоем. Как ни таись, как ни таи — Вдвоем всегда, И на плечи легла мои Твоя беда. |